# Tout ça pour si peu
Pour plus de détails, voir Fiche technique et Distribution.
Tout ça pour si peu ou En pleine santé (So Much for So Little) est un film d'animation américain réalisé par Chuck Jones et sorti en 1949.
Il remporte l'Oscar du meilleur court métrage documentaire en 1950, ex æquo avec A Chance to Live. Financé par le gouvernent américain, il est placé dans le domaine public. Il a été préservé par l'Académie des Oscars en 2005.
Produit durant la présidence d'Harry S. Truman pour sensibiliser à la prévention dans le domaine de la santé, il est de nouveau d'actualité sous l'administration de Donald Trump 70 ans plus tard.

## Synopsis
Le film indique en introduction que chaque année sur près de 2,7 millions de naissances aux États-Unis, 118 481 bébés  meurent avant d'atteindre leur premier anniversaire. Des mesures d'hygiène et de santé publique sont présentées, applicables à différentes phases de la vie de John E. Jones, le personnage principal du dessin animé.

## Fiche technique
- Réalisation : Chuck Jones
- Scénario : Friz Freleng
- Producteur : Edward Selzer
- Société de production : Warner Bros. Cartoons
- Musique : Carl W. Stalling
- Durée : 10 min
- Date de sortie : 
  - États-Unis : 1er janvier 1949

## Distribution
Version Originale
- Mel Blanc : voix
- Frank Graham : narrateur

Version Française
- Bernard Métraux : narrateur

## Distinctions
- 1950 : Oscar du meilleur court métrage documentaire